# Resolució 1702 del Consell de Seguretat de les Nacions Unides
La Resolució 1702 del Consell de Seguretat de les Nacions Unides fou adoptada per unanimitat el 15 d'agost de 2006. Després de recordar les resolucions 1542 (2004), 1576 (2004), 1608 (2005) i 1658 (2005) sobre la situació a Haití, el Consell va ampliar el mandat de la Missió d'Estabilització de les Nacions Unides a Haití (MINUSTAH) fins al 15 de febrer de 2007.

## Resolució

### Observacions
En el preàmbul de la resolució, el Consell va donar la benvinguda a la transició cap a un govern, President i Parlament haitià com una oportunitat per "trencar la violència i la inestabilitat política del passat". Per tant, era important que hi hagués una reforma del sector de la seguretat, aplicació de la llei, reconciliació nacional i desenvolupament econòmic i social. Al mateix temps, els membres del Consell van destacar la importància de la MINUSTAH en l'estabilització del país.
Totes les violacions dels drets humans a Haití van ser condemnades en el text; es va instar al govern d'Haití a promoure els drets humans. El Consell va donar la benvinguda a un pla de reforma policial presentat pel govern. També va reconèixer que les condicions per a un desarmament, desmobilització i reintegració no existien a Haití, de manera que es necessitaven programes alternatius. També calia implementar projectes eficaços de mà d'obra per ajudar a crear llocs de treball i oferir serveis bàsics.
La resta de la introducció va abordar el paper de la comunitat internacional en el procés de transició haitià.

### Actes
Actuant en virtut del Capítol VII de la Carta de les Nacions Unides, el Consell de Seguretat va ampliar el mandat de la MINUSTAH fins a mitjans de febrer de 2007 amb la intenció de renovacions posteriors. Es va decidir que l'operació de manteniment de la pau estaria composta per 7.200 efectius i 1.951 oficials; també es desplegaraien 16 oficials de correcció per donar suport al sistema penitenciari.
La resolució va exposar el paper de la MINUSTAH en la reforma de moltes àrees de la societat haitiana, incloent l'estat de dret, la justícia i la promoció dels drets humans. També era important que la missió tingués una bona estratègia de divulgació pública per informar a la població local del seu mandat al país.